# Frederic W. Goudy

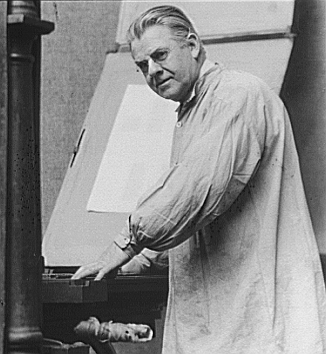
Frederic W. Goudy, 1924.

Frederic W. Goudy, född den 8 mars 1865 i Bloomington, Illinois, död den 11 maj 1947 i Marlborough-on-Hudson, var en amerikansk boktryckare och typtecknare.

## Biografi
Goudy startade, tillsammans med Will Ransom, 1903 tryckeriet Village Press i Park Ridge i Illinois. Satsningen grundades på William Morris ideal inom rörelsen Arts and Crafts. Den flyttades först till Boston och senare till New York.
År 1908 skapade han sitt första stora typsnitt: E-38, ibland även kallat Goudy Light. Samma år brann emellertid tryckeriet ned till grunden och all utrustning och allt underlag förstördes. Goudy fortsatte dock att arbeta med tryckstilar och hans mest använda stil, Goudy Old Style, släpptes 1915 och blev omedelbart en klassiker.
Totalt gjorde Goudy en betydande insats inom amerikansk bokkonst och tecknade bl. a. 117 olika typsnitt, varibland Kennerley, Goudy text och Goudy modern. 
Han gav också ut The Alphabet (1918), en bok om bokstavskonst.